# Alchymista

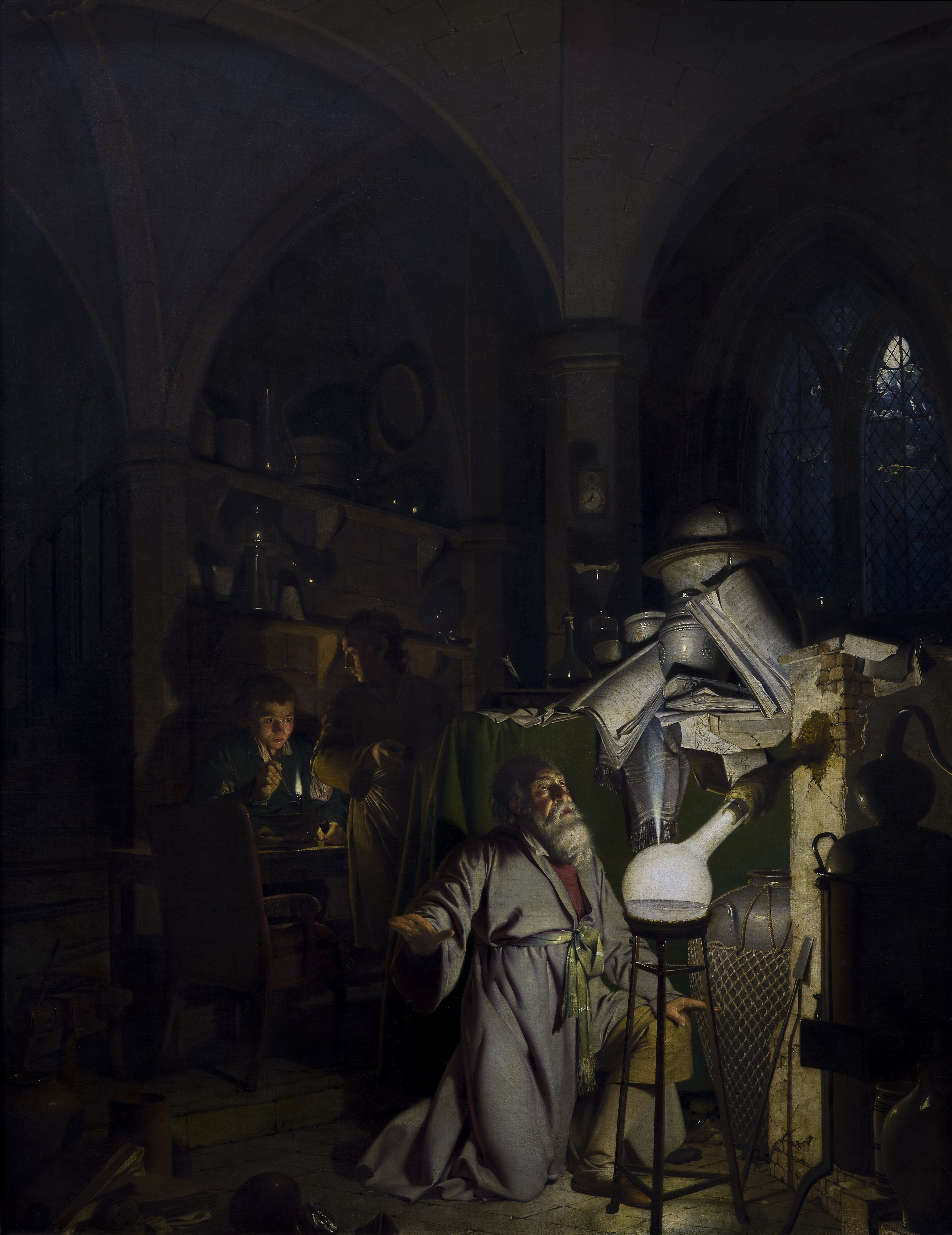
Malíř Joseph Wright z Derby se nechal pravděpodobně inspirovat Thomasem Wedgwoodem, kterého znázornil na svém obraze z roku 1771 jako alchymistu

Alchymista je člověk zabývající se alchymií. Mnoho alchymistů je známo z dochovaných alchymistických rukopisů a knih, i když většinou měli snahu udržet svou práci v tajnosti a používali tajné symboly. V českých zemích bylo nejvíce alchymistů v době císaře Rudolfa II.  Alchymisté byli obvykle zároveň astrologové, filosofové a metalurgové. V současnosti jsou postavami mnoha literárních a filmových děl, kde však často vystupují jako šarlatáni, podvodníci nebo čarodějové.
Alchymie vznikla během prvních několika století našeho letopočtu a svůj největší rozkvět zažila ve středověku. Na východě se jí věnovali především indičtí a čínští alchymisté. Západní alchymie vzkvétala v řecko-římském Egyptě a v islámském světě. Do Evropy se rozšířila ve 13. století a byla praktikována až do 18. století
Slovo alchymie se nejčastěji vykládá jako odvozené od slov ta chyta, tj. v řečtině „tavitelné“ (resp. chyma – „slévání“), nebo od slova chemi, tj. černá země, jak byl tradičně nazýván Egypt. Paracelsus a Georgius Agricola pro alchymii používali slova chymia a chymista pro alchymistu.
Především islámští a evropští alchymisté vyvinuli základní soubor laboratorních technik, teorií a termínů, z nichž některé se používají dodnes. Alchymisté dále přispěli k rozvoji experimentálního zkoumání a objevili celou řadu látek a chemických postupů. Alchymie tak sehrála významnou roli ve vývoji chemie a medicíny.

## Význační alchymisté
- Hermes Trismegistos (Thovt) – objev alchymie bývá dle legend připisován řecké legendární postavě Hermovi Trismegistovi, který je ztotožňován s egyptským bohem Thovtem a s řeckým bohem Hermem. Hermes je pokládán za autora 42 knih obsahujících veškeré vědění, včetně Smaragdové desky (Tabula Smaragdina). Tyto knihy byly údajně ztraceny při katastrofě v Alexandrii roku 390 našeho letopočtu.Hermes Trismegistos

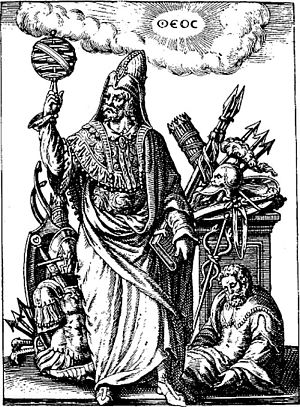
Hermes Trismegistos

- Nicolas Flamel (1330–1418) – francouzský alchymista a autor alchymistického spisu Kniha hieroglyfických obrazů, který byl vydán v Paříži roku 1612.
- Paracelsus (1493–1541) – Paracelsovo dílo navazuje na lidové léčitelství, které bývá prosyceno magií. Jeho ústředním znakem je souvztažnost lidského organismu a kosmu.
- Michael Sendivogius (1566–1636) – polský šlechtic, alchymista, filosof a lékař. Navázal kontakt s mnoha alchymisty a působil i v Praze na dvoře císaře Rudolfa II. Počátkem roku 1604 v Praze publikoval jedno ze svých alchymistických děl Tractatus de Lapide Philosophorum – Novum Lumen Chymicum. Další jeho díla vyšla v Paříži, Kolíně nad Rýnem a ve Štrasburku. V Praze také údajně v roce 1604 před očima císaře Rudolfa II. provedl úspěšnou transmutaci kovů.
- Samuel Hahnemann (1755–1843) – německý lékař, chemik a překladatel. Vyvinul nový systém přírodní léčby a je považován za zakladatele homeopatie. Působil jako osobní lékař významných knížecích rodin; léčil se u něj například Karel Filip ze Schwarzenbergu. Roku 1835 se přestěhoval do Paříže, kde působil až do své smrti.

## Hlavní témata alchymie

Ikony prvků: 1 – cín, 2 – olovo, 3 – zlato, 4 – síra, 5 – rtuť, 6 – stříbro, 7 – železo

- Ikony prvků: 1 – cín, 2 – olovo, 3 – zlato, 4 – síra, 5 – rtuť, 6 – stříbro, 7 – železoKámen mudrců (latinsky lapis philosophorum) – alchymisté hledali hypotetickou látku (ferment, katalyzátor), která by dokázala proměnit (transmutovat) kovy na zlato. Domnívali se totiž, že se kovy přeměňují jeden v druhý a tento proces „zrání“ chtěli vhodným a správným nasměrováním energie urychlit. Pro kámen mudrců se používaly i jiné názvy, např. červený lev, červená tinktura či magisterium.
- Velké dílo (latinsky opus magnum) – opus magnum je označení pro cíl alchymistů, jenž spočíval ve výrobě kamene mudrců prostřednictvím práce s pralátkou (materia prima).
- Malé dílo – méně komplikovaný proces, který využíval bílý elixír a umožňoval přeměnu kovů ve stříbro.
- Elixír života (latinsky panacea) – označuje se také jako pitné zlato (latinsky aurum potabile) a měl sloužit jako všelék vhodný k léčbě všech lidských neduhů. Nalezení této látky bylo jedním z hlavních cílů alchymie. Alchymisté se domnívali, že kámen mudrců kromě transmutace kovů umožní i přípravu elixíru života. V čínské tradici odpovídá panacea dosažení diamantového těla, v indické jí odpovídá ájurvéda.
- Pralátka (latinsky materia prima) – výchozí látka Velkého díla alchymistů (opus magnum), jehož vyjádření spočívá v tezi, že vše je v jednom. Znamená také prvotní princip světa, původní látku, z níž svět povstal a z níž může změnou formy vzniknout nekonečná řada těles. Je nazývána semenem, chaosem, univerzální substancí. Alchymista volí jiné výchozí látky, neboť s materii prima není schopen pracovat zásluhou své nedokonalosti.

## Seznam alchymistů podle původu

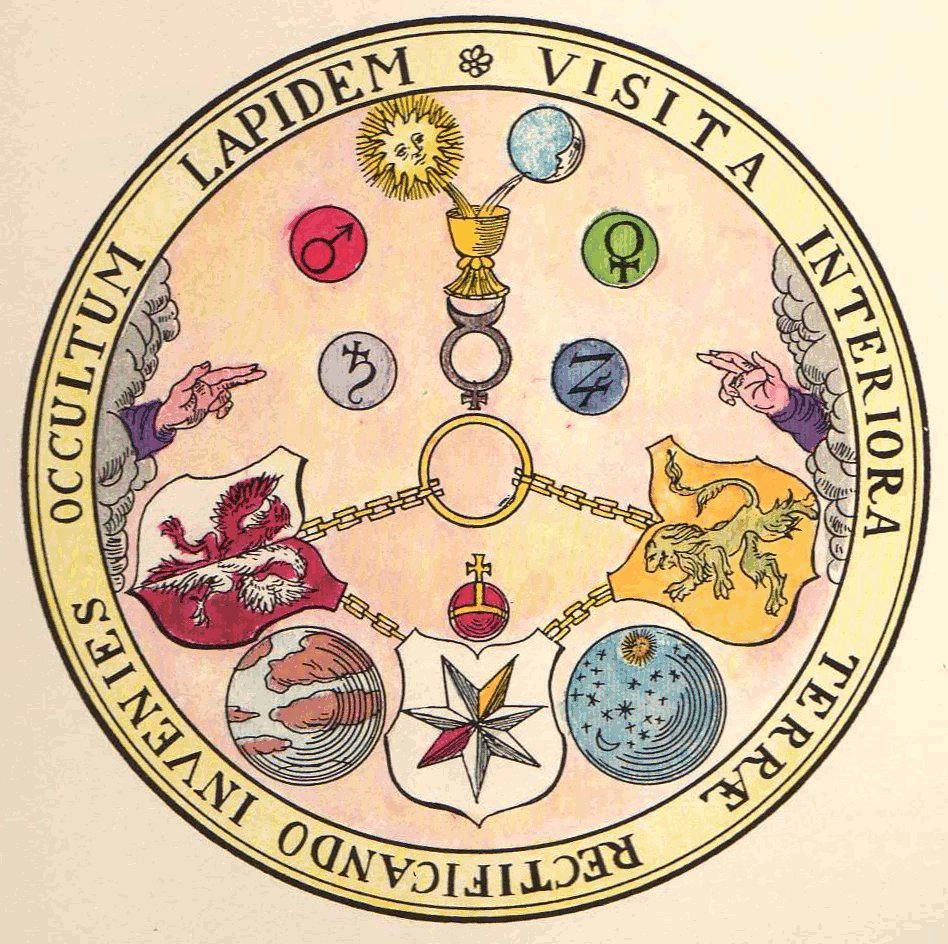
Rosenkruciánský výklad Smaragdové desky

### Alchymisté řecko-římského Egypta

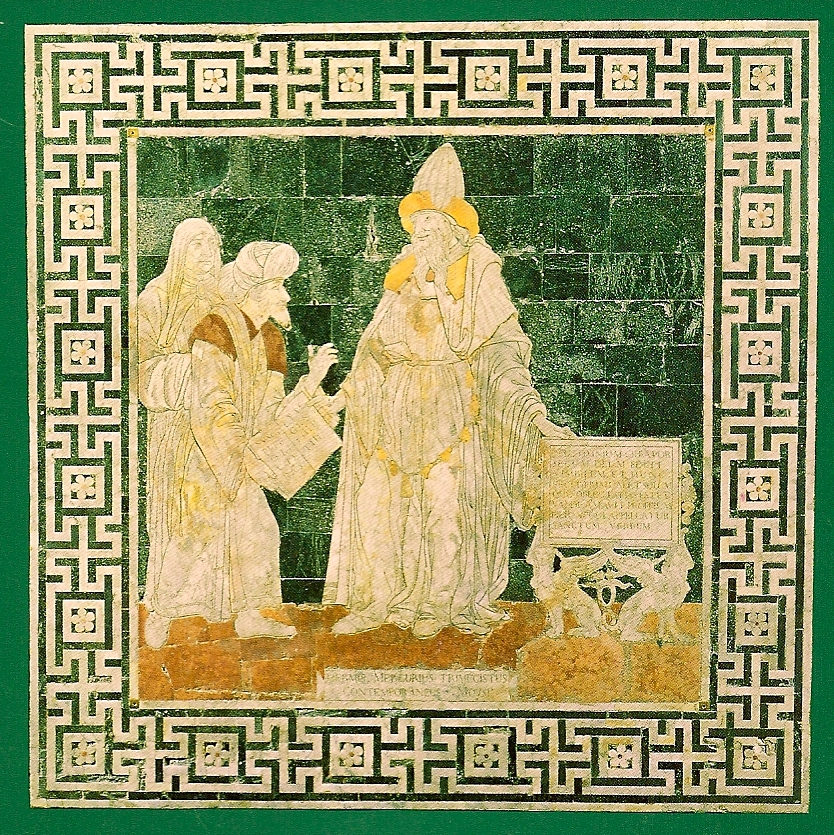
Hermes Trismegistos na mozaikové podlaze v katedrále v Sieně

Alchymisté řecko-římského Egypta žili v době po smrti posledního egyptského faraona Nachthareheba a po vyhnání Peršanů makedonským vojevůdcem Alexandrem Velikým. Ten založil město Alexandrie a sám se nechal korunovat faraonem. Po smrti Alexandra Velikého získali vládu nad Egyptem Ptolemaiovci s podporou Řecka a posléze i Římanů. Poslední vládkyně této dynastie, Kleopatra VII., se v marné snaze navrátit Egyptu jeho někdejší slávu spojila s Juliem Cesarem. Kleopatra roku 30 př. n. l. zemřela vlastní rukou.
Toto období je považováno za počátek alchymie, neboť právě Alexandrem Velikým byla objevena Smaragdová deska (latinsky Tabula Smaragdina), která je obvykle připisována Hermu Trismegistovi (řecké jméno egyptského boha Thovta). Její text tvoří filozofický základ hermetismu a měl význačný vliv na alchymii. Skládá se z několika vět (zásad, pravd), přičemž nejčastěji je citována první věta: „To, co jest dole, jest jako to, co jest nahoře, a to, co jest nahoře, jest jako to, co jest dole.“ Tato zásada má znázorňovat spojení materiálního a duchovního světa, vztah mezi mikrokosmem a makrokosmem.
- Hermes Trismegistos (legendární postava ztotožňovaná s egyptským bohem Thovtem)
- Empedoklés (cca 490–430 př. n. l.)
- Démokritos (cca 470–380 př. n. l.)

### Čínští alchymisté

Taoismus – symbol dvojice protikladů jin a jang s osmi hexagramy

V Číně byla alchymie součástí náboženského taoismu. Taoisté ve své filozofii rozvinuli jednu z významných myšlenek čínské filozofie – myšlenku vzájemného propojení přírodního řádu a lidského života. Základní silou vesmíru je podle této filozofie tao, pralátka vesmíru, jeho prapříčina.
V některých čínských filozofických směrech panovalo přesvědčení, že existuje sedm stupňů vývoje, kterých mohou lidé dosáhnout: otrok, obyčejný člověk, ctnostný, mudrc, člověk Tao, nesmrtelný, spravedlivý a bůh. Poslední tři fáze jsou nesmrtelné. Každý má možnost projít si tímto vývojem z otroka na boha. Skok z pátého, stále smrtelného stádia (člověk Tao) do konečného stádia lidstva (bůh) se však nemůže uskutečnit sám od sebe – vyžaduje alchymii.

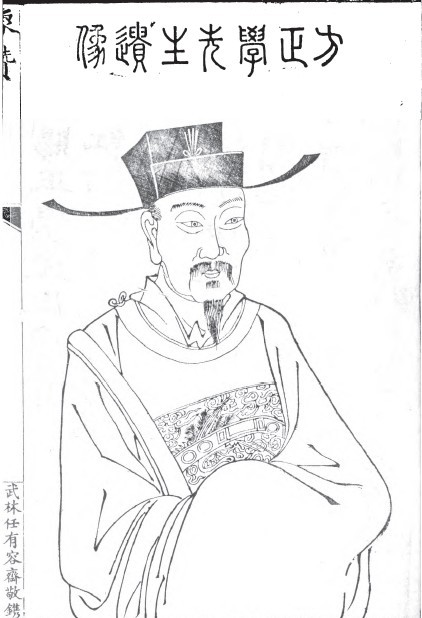
Fang Siao-žu

- Wei Boyang (kolem 200 n. l.) – autor nejstaršího čínského alchymistického pojednání Zhouyi cantong qi (O sjednocení korespondence).
- Ge Hong (284–364 n. l.) – autor spisu Baopuzi (Ten, kdo objímá neotesaný blok nebo Mistr, který přijímá jednoduchost). Šang-čchingská škola později převzala některé z jeho technik.
- Lü Dongbin  (796–1016 n. l.) – jeden z osmi nesmrtelných; byl prý jedním z prvních, kdo se obrátil výhradně na vnitřní alchymii (neidan).
- Liou Chaj-čan nebo Čang Boduan (987–1082 n. l.) – žák Lü Dongbina; napsal spis Wuzhen pian (O porozumění skutečnosti). Jeho cílem bylo vytvoření shengtai (duchovního embrya nesmrtelnosti). Po jeho smrti bylo založeno mnoho škol včetně jeho žáky založené jižní větve Školy dokonalé reality (doslova Cesta realizace pravdy).
- Fang Siao-žu (také Fangshi, 1357–1402) – čínský konfuciánský učenec, který je považován za prvního specialistu na umění nesmrtelnosti. Nabízel šamanistické praktiky a byl navštěvován císaři a šlechtici.

### Arabští alchymisté

Symboly používané starověkými filozofy: 1 – oheň, 2 – země, 3 – voda, 4 – vzduch

V řecko-arabské alchymii byly prapůvodními principy země, voda, vzduch a oheň (doktrína čtyř prvků), které Empedoklés definoval jakožto základní látky všeho bytí. Jako hnací sílu všeho dění označil dvě prasíly, pod jejichž vlivem svět pulsuje mezi stavem naprosté jednoty a stavem naprostého rozdělení:
- láska (filotés) – síla sjednocující,
- svár (neikos) – síla oddělující.

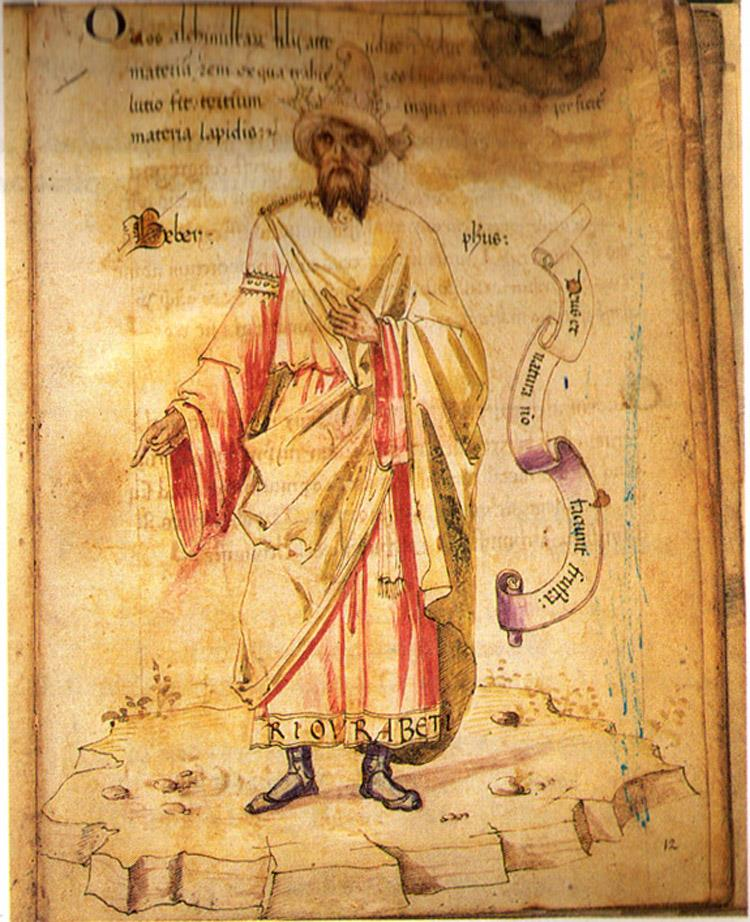
Geber – arabský alchymista

V arabském světě se od 9. století staly obzvláště důležitými prvky síra a rtuť, které převzaly roli principů při transformaci látek. Prvek síry byl přiřazen ohni a vzduchu (hořlavé), prvek rtuti byl přiřazen zemi a vodě (nehořlavé).
- Morienus (7. století)
- Chálid ibn Jazíd (cca 655–704)
- Geber (arabské jméno Abú Músa Džábir ibn Hajján, cca 721–815) – je považován za otce arabské chemie
- Abú Bakr Muhammad ibn Zakaríja ar-Rází, také Rhazes (cca 860–930)
- Ibn Umail (cca 900–960)
- Maslama al-Majriti (zemřel 1007)
- Avicenna (980–1037) –  je považován za jednu z nejvýznamnějších postav zlatého věku islámu.
- al-Tughraj (1061–1121)

### Evropští alchymisté

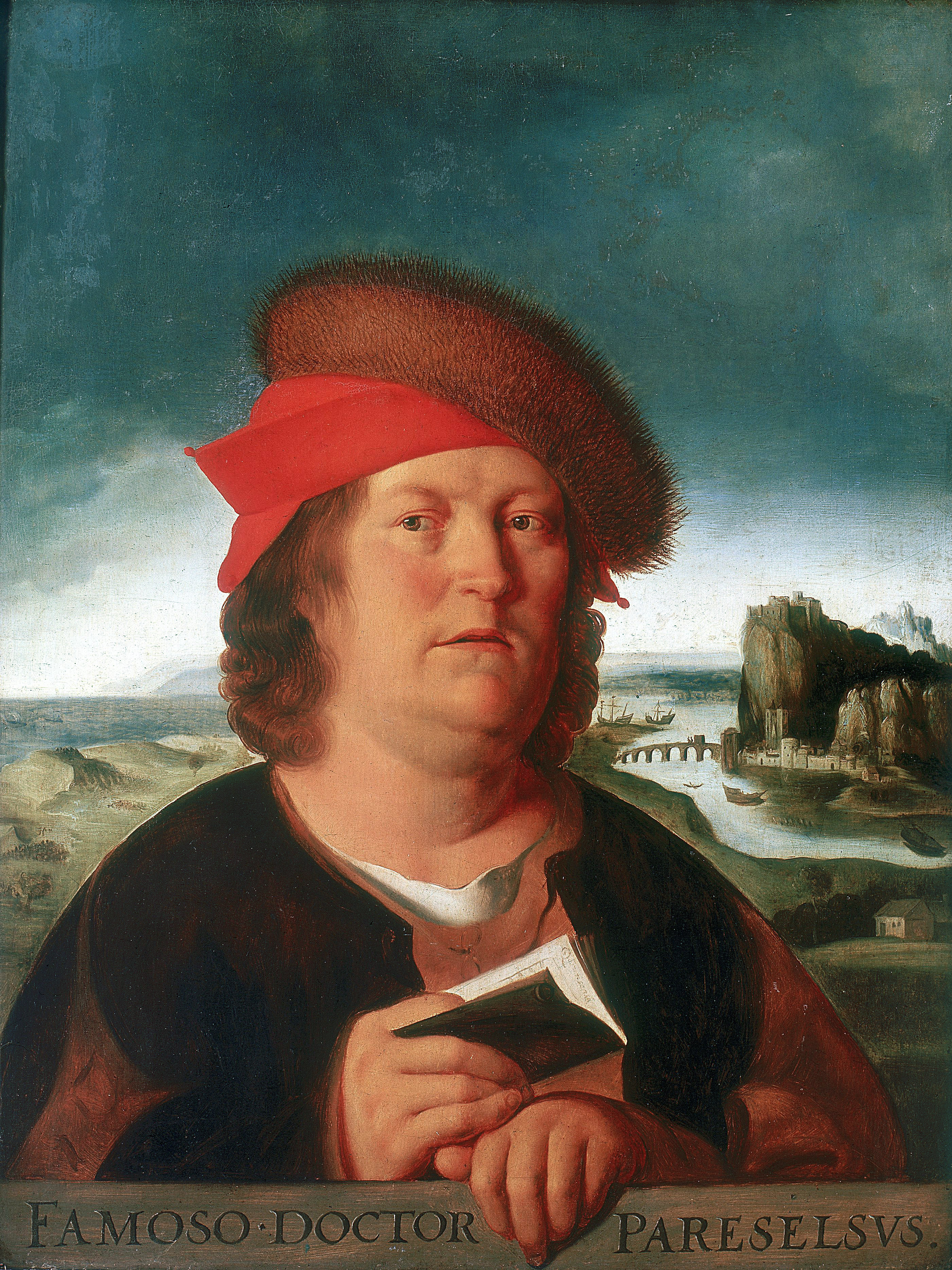
Paracelsus

Ve středověké Evropě byla většina alchymistů duchovními nebo působila ve službách vládců. Alchymisté měli povinnost mlčet o svých znalostech před cizími lidmi a používali kódovaný jazyk. Mnohá tajemství svěřovali jen ústně svým nejdůvěryhodnějším žákům.
Alchymisté se také často zabývali astrologií a přiřazovali kovům nebeská tělesa: zlato pro Slunce (latinsky sol), stříbro pro Měsíc (latinsky luna), železo pro Mars, rtuť pro Merkur, cín pro Jupiter, měď pro Venuši, olovo pro Saturn.

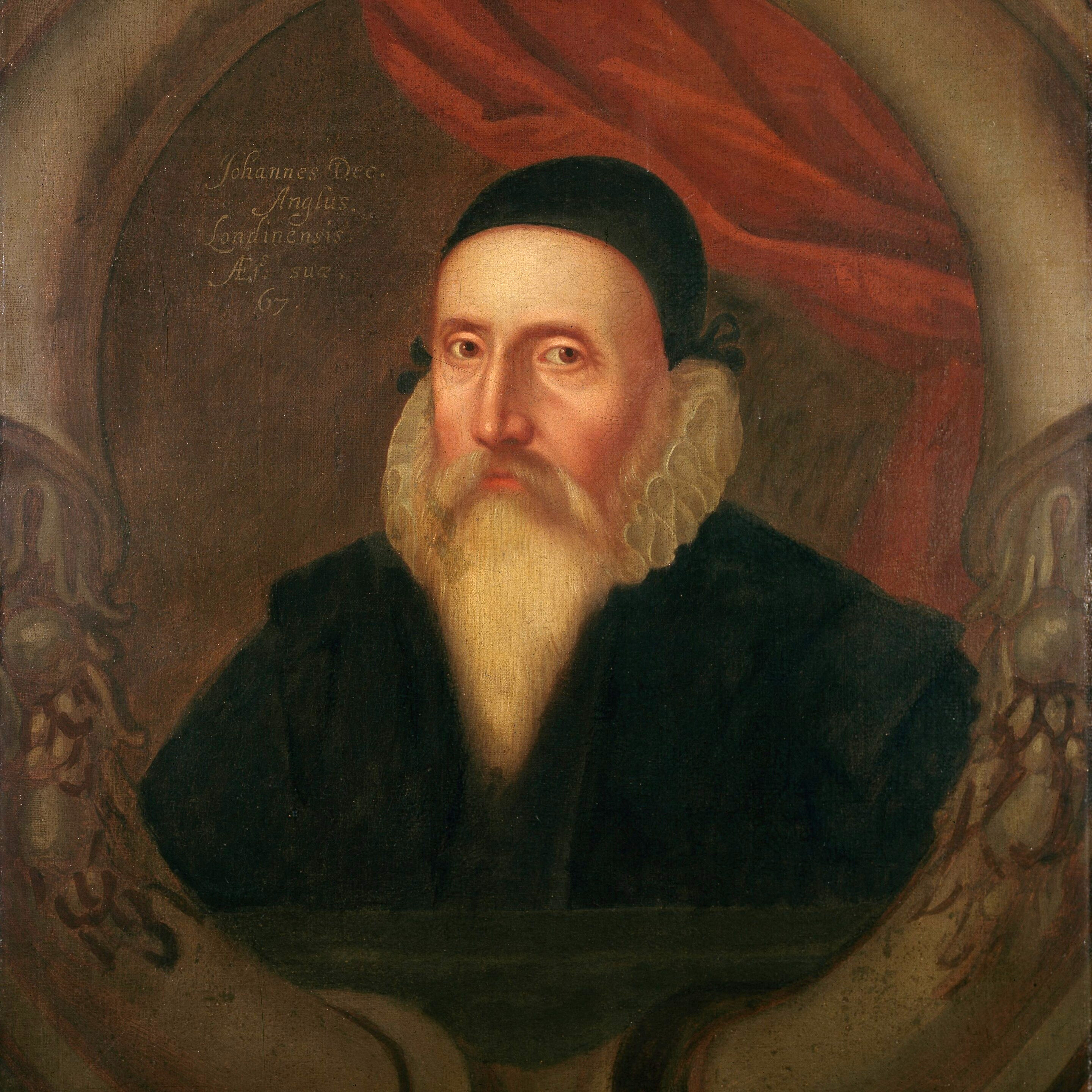
John Dee

Alchymistické myšlenky byly založeny na tehdy běžných a závazných přírodních filozofiích. Ačkoliv by některé tehdejší myšlenky dnes již neobstály, tvorba teorií vedla k laboratorní práci, experimentům a následně k moderní vědě. Přechod od alchymie k chemii, metalurgii, farmacii nebo medicíně byl plynulý proces, který trval několik staletí.
- Albertus Magnus (cca 1200–1280, mnoho spisů)
- Roger Bacon (1214–1292/94)
- Nicolas Flamel (cca 1330–1413) – autor alchymistické knihy Kniha hieroglyfických obrazů
- Johann Georg Faust (cca 1480–1540), historický Faust – spíše fantasta a podvodník
- Heinrich Cornelius Agrippa von Nettesheim (1486–1535)
- Paracelsus (1493–1541)
- Edward KelleyJohn Dee (1527–1608)
- Edward Kelley (1555–1597)

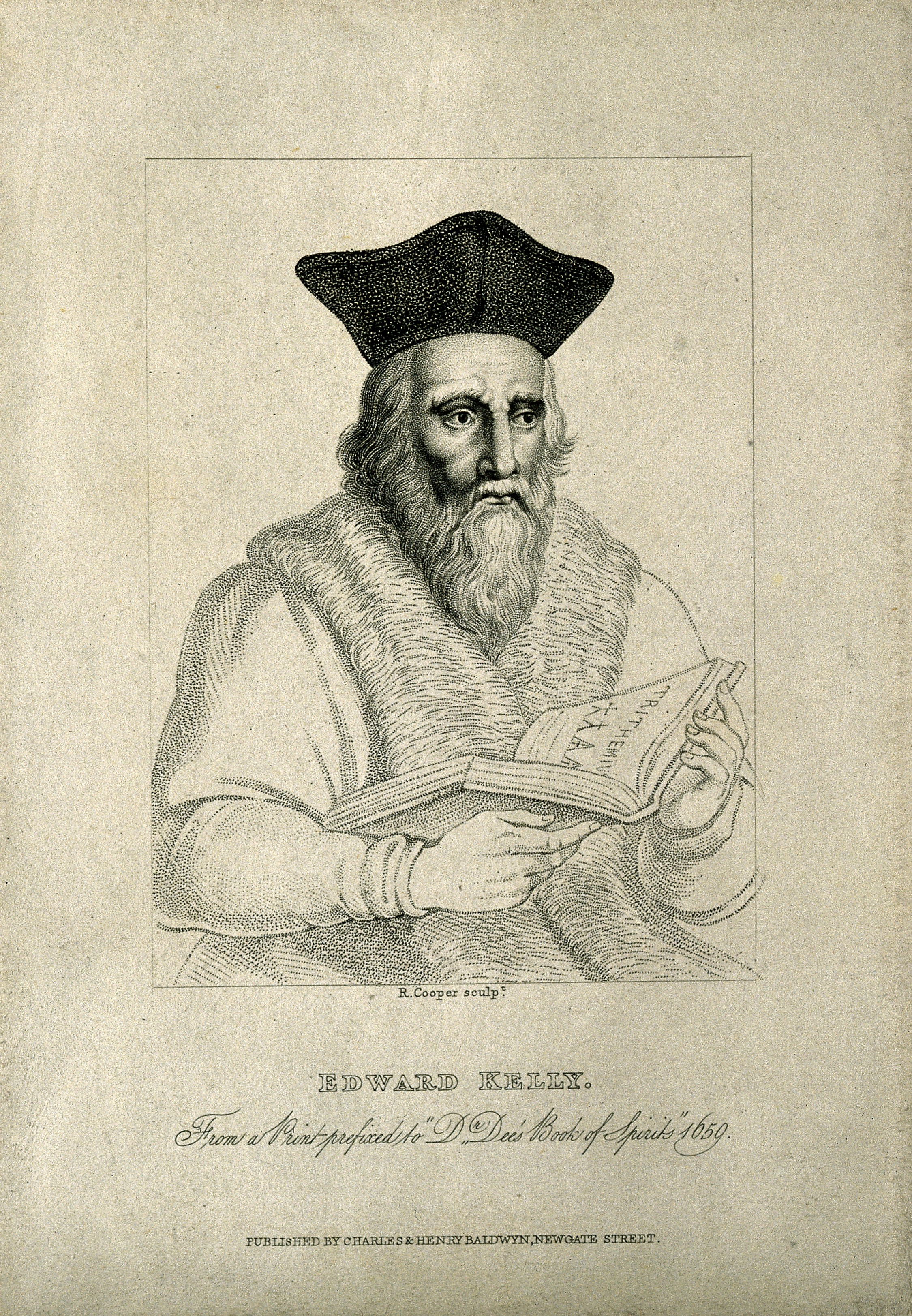
Edward Kelley

- Jan Braniborsko-Kulmbašský (1406–1464)
- Jehuda Löw ben Bezalel (1520–1609)
- Michal Sendivoj ze Skorska (1566–1636)
- Mořic Hesensko-Kasselský (1572–1632)
- Arnošt Bavorský (1554–1612)
- Michael Maier (1568–1622)
- Robert Fludd (1574–1637)
- Johann Rudolf Glauber (1604–1670)[2]
- Elias Ashmole (1617–1692)
- Olaus Borrichius (Ole Borch) (1626–1690)[3]
- Francesco Giuseppe Borri (1627–1695)[4]
- Hennig Brand (1630–1692)
- Claude-Adrien Helvétius (vlastním jménem Johann Friedrich Schweitzer, 1630–1709)
- Johann Joachim Becher (1635–1682)
- Isaac Newton (1643–1727)
- Robert Boyle (1627–1692)
- Johann Friedrich Böttger (1682–1719)
- Hrabě ze St. Germain (cca 1710–1784)[5]
- Fulcanelli (19/20. století)

## Literární alchymisté
Literární alchymisté se od svých historicky doložených kolegů liší mimo jiné tím, že se jim v obvykle skutečně podaří vynalézt to, o co skuteční alchymisté usilovali neúspěšně.
- V české hře Dračí doupě je alchymista výrobcem pastí, jedů a pyrotechniky.
- V trilogii Vladimíra Neffa Královny nemají nohy vyrobil alchymista pan Janek Kukaň z Kukaně jisté množství perleťově lesklých, rubínově zabarvených krystalů (kámen mudrců), majících schopnost při tingaci[pozn. 1] proměnit kov v látku ve všech ohledech podobnou zlatu .

- J. Gregory Keyes: Věk nerozumu – Newton v tomto díle místo teorie gravitace objevil substanci zvanou rtuť mudrců, schopnou přenášet kinetickou energii éterem.
- Joanne Rowlingová: Harry Potter – v této sérii knih objeví kámen mudrců Nicolas Flamel.
- Paulo Coelho: Alchymista – tento román chápe alchymisty jako ty, kteří znají tajemství života.
- Hiromu Arakawa: Fullmetal Alchemist – celý příběh této japonské mangy (a pozdější anime adaptace) se odehrává ve světě alchymie.